# Лемминговая пеструшка
Лемминговая пеструшка (лат. Lemmiscus curtatus) — крошечная полёвка, обитающая на западе Северной Америки, одно из самых распространенных млекопитающих в прериях. Это единственный представитель рода Lemmiscus. Ближайший его родственник — евразийская степная пеструшка (Lagurus lagurus), которая столь же далека от леммингов, как и лемминговая пеструшка.
Внешне они чем-то похожи на леммингов. У них коренастое тело с короткими ногами и очень короткий хвост, покрытый мехом и более светлый внизу. Мех пепельно-серый сверху и серебристо-белый снизу. Этот вид отличается от степной пеструшки чуть более длинным хвостом, чуть более крупными ушами, отсутствием продольной тёмной линии на спине и некоторыми особенностями зубов. Длина тела составляет 11—14 см, длина хвоста около 1,8—2,7 см, а масса — около 21—39 г.
Эти животные обитают в сухих открытых зарослях кустарников на западе США и в южных частях западной Канады. Летом они питаются травами и листьями, зимой — полынью, корой и ветками. Хотя они живут вместе большими группами, не было никаких свидетельств какой-либо социальной организации. Каждое здание имеет от восьми до тридцати входов, из которых многочисленные туннели ведут в центральную гнездовую камеру диаметром около 25 сантиметров и глубиной до 45 сантиметров. Он набит листьями и травой. Норы в основном строятся пользователем, но часто в систему добавляются заброшенные норы. Они прокладывают тропы через поверхностную растительность, а также роют норы с множеством входов. Зимой роются под снегом.
Самки приносят 5 и более помётов в год от 4 до 6 детенышей каждый. Детеныши появляются на свет в гнезде в норе.
Лемминговые пеструшки активны круглый год. Основная активность полевок приходится на сумеречные часы, но бодрствующими их можно встретить в любое время дня и ночи. Пища — зеленые части растения.
Поскольку полевки избегают близости человека, они не стали известными как вредители. С расширением сельского хозяйства среда обитания этих животных стала сокращаться. В прериях они являются одной из излюбленных жертв многочисленных охотников на мелких животных. К их хищникам относятся совы, койоты, рыжие рыси и ласки.